# Piotr Wysz
Piotr Wysz Radoliński herbu Leszczyc (ur. ok. 1354 w Radolinie, zm. 30 września 1414 w Poznaniu) – biskup krakowski od 1392, poznański od 1412.

## Życiorys
Z wykształcenia prawnik, studiował w Pradze i Padwie, gdzie w 1386 roku uzyskał doktorat obojga praw. 
Współpracownik króla Władysława Jagiełły i królowej Jadwigi Andegawenki. Od 1391 roku kanclerz dworu królowej, w dniu 4 grudnia 1392 roku mianowany biskupem krakowskim. Współorganizator odnowionej i powiększonej o wydział teologiczny w 1397 roku na mocy pozwolenia papieża Bonifacego IX Akademii Krakowskiej. Pierwszy kanclerz uczelni krakowskiej. Wykonawca testamentu królowej Jadwigi Andegawenki w 1399 roku.
Biskup Piotr Wysz trzykrotnie w latach 1394, 1396 i 1408 zwoływał synody diecezjalne. W 1397 roku wraz z królewską parą sprowadził zakon karmelitów do kościoła „na Piasku”, a w 1405 sprowadził do Krakowa wraz z królem Władysławem Jagiełłą zakon kanoników regularnych laterańskich z Kłodzka powierzając ich opiece kościół pw. Bożego Ciała na Kazimierzu. W 1401 roku był sygnatariuszem unii wileńsko-radomskiej. Był świadkiem pokoju w Raciążku w 1404 roku. 
Był uczestnikiem dwóch soborów: w Sienie w 1408 roku i Pizie w 1409 roku. Zabierając głos jako biskup i dyplomata uczestnicząc w obradach soborowych krytykował nadużycia w kościele i postulował wprowadzenie reform. Po obradach soboru wraz z opatem tynieckim Mścisławem biskup postanowił udać się z pielgrzymką do Ziemi Świętej; do kraju powrócił wiosną 1410 roku. Podpisał pokój toruński 1411 roku.
Wskutek intrygi księcia Witolda w 1412 roku biskupa Piotra Wysza przeniesiono na biskupstwo poznańskie, natomiast biskup poznański Wojciech Jastrzębiec został biskupem krakowskim. Antypapież Jan XXIII zatwierdził powyższe zmiany nie chcąc sobie zrażać króla Władysława Jagiełły. Biskup Piotr Wysz zmarł w Poznaniu i pochowany został w katedrze poznańskiej. Był sygnatariuszem aktu Unii horodelskiej 1413 roku.